# 雷加河

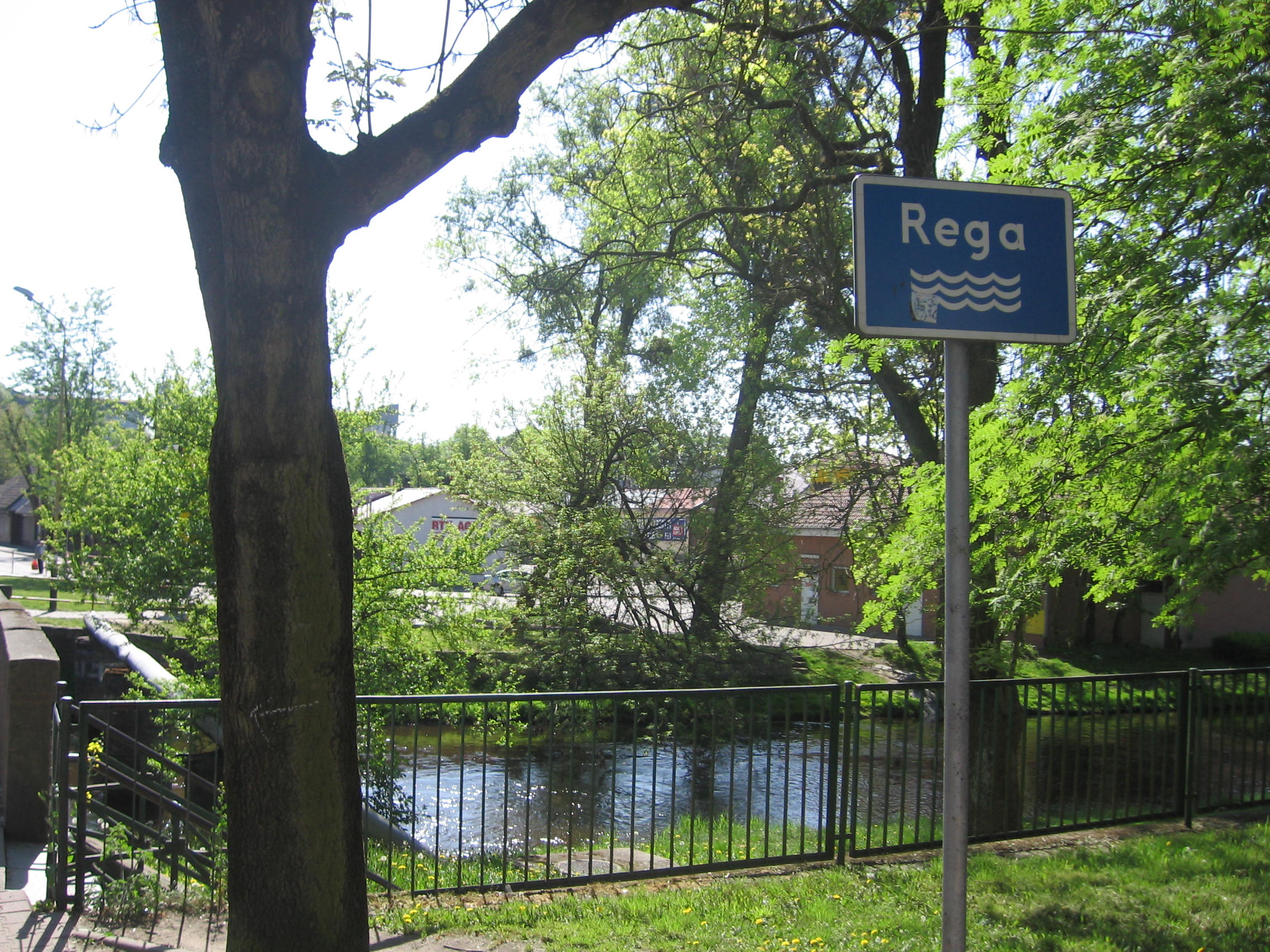

雷加河（波蘭語：Rega）位于波兰西北部，全长168公里，最终注入波罗的海。
雷加河流经的城镇有：希维德温、沃贝兹、雷斯科、普沃蒂和格雷菲采。
54°08′46″N 15°17′07″E / 54.1462°N 15.2854°E